# Poliostauropus canescens
Poliostauropus canescens är en fjärilsart som beskrevs av George Francis Hampson 1892. Poliostauropus canescens ingår i släktet Poliostauropus och familjen tandspinnare. Inga underarter finns listade i Catalogue of Life.